# Ширбово
Ширбово — опустевший поселок в Коношском районе Архангельской области. Входит в состав Ерцевского сельского поселения.

## География
Находится в юго-западной части Архангельской области на расстоянии приблизительно 52 км на запад-юго-запад по прямой от административного центра района поселка Коноша.

## История
Брошенный ведомственный поселок при исправительной колонии ИК-22 (особый режим) Учреждения П-233 МВД РФ (позднее ОУ-250 МВД РФ). Расчетная емкость — около 1000 заключенных. Выселен в 1998—1999 годах. Ранее сюда заходила ветка Ерцевской железной дороги.

## Население
Численность населения не была учтена как в 2002 году, так и в 2010.